# Le Trévoux
 Le Trévoux  (en bretón An Treoù-Kerne) es una población y comuna francesa, situada en la región de Bretaña, departamento de Finisterre, en el distrito de Quimper y cantón de Bannalec.

## Demografía
| 1106 | 1023 | 879 | 925 | 983 | 1138 |
| Para los censos de 1962 a 1999 la población legal corresponde a la población sin duplicidades (Fuente: INSEE [Consultar]) |      |     |     |     |      |